# Abralia heminuchalis
Abralia heminuchalis е вид главоного от семейство Enoploteuthidae.

## Разпространение
Видът е разпространен в Кирибати и Френска Полинезия.